# 日向川 (山形県)
日向川（にっこうがわ）は、山形県酒田市・飽海郡遊佐町を流れ日本海に注ぐ二級河川。日向川水系の本川である。

## 地理
山形県飽海郡遊佐町の北東に位置する鳥海山の南麓に源を発する。渓流を集めて南流し、前の川・草津川を合わせて西流する。荒瀬川、草田川、西通川をそれぞれ合わせ、遊佐町にて日本海に注ぐ。鳥海山を源流とする日向川と、出羽丘陵の北部を源流とする荒瀬川の2河川からなる。
鳥海山より発する豊富な水量は発電用水や潅漑用水として利用されてきた。約8,500 haの耕地の灌漑に利用され、黒瀬発電所をはじめ3箇所の水力発電所で総最大出力28,500 kWの発電が行われている。

## 歴史
日向川の名称は薬師如来の脇侍の一つの日光菩薩に由来する。中世以来、本地垂迹の思想によって、鳥海山の祭神は鳥海山大権現、本地は薬師如来、垂迹は大物忌神とされた。この説に基づき薬師如来を山頂に祀る鳥海山を水源として、南面に流れ下る二本の河川を脇侍の月光菩薩と日光菩薩に見立てたのである。現在の日向川と、月光川がこれにあたる。鳥海山は中世後期以来、徐々に修験の修行場となり、南面からは蕨岡より登拝道をたどって山頂を目指した。江戸時代中期には登拝講が山麓に成立し、夏には多くの道者が登拝した。根拠地であった蕨岡は三十三坊を擁し龍頭寺を学頭とした。鳥海修験の山岳信仰の根底には、山を水分（みくまり）とする水への信仰があり、川は神聖視された。鳥海山へは、南は蕨岡と吹浦、北は矢島、滝澤、小瀧、院内などから登拝道が開けていた。江戸時代以降、蕨岡と矢島は当山派の醍醐三宝院末となり、真言系の修験となった。
日向川は、江戸時代には宮野内新田村辺から向きを西から南に変え、上市神・下市神、上藤塚・下藤塚を経て、田村新田から西に向きを変え、小湊から日本海に注いでいた。このため地帯は水害の常襲地となり日向川流域を洪水から救うために、遊佐郷石辻組の庄屋である今野茂作が、1855年（安政2年）に上市神新田村下より西山に新川を掘割して日向川を直接日本海に注ぐ新川掘割を庄内藩に願い出ている。新川予定地が、飛砂の防ぐために植林した西山であったため多くの紆余曲折があったが、庄内藩から許可され茂作が取扱掛となり、1858年（安政5年）1月より工事を開始し、人夫20万人を費やして上市神新田村より西に長さ約19町に及ぶ日向川新川掘割が完成した。
2024年（令和6年）7月、山形県内を襲った集中豪雨により堤防が決壊し、日向川が氾濫した。支流の荒瀬川も氾濫している。

## 支川
- 大八重川
- 前の川
- 草津川
- 不動沢川
- 荒瀬川
  - 白玉川
  - 小屋渕川
  - 姥ヶ沢川
  - 芦沢川
  - 石田川
- 草田川
- 西通川